# Keōua Kūʻahuʻula
Keōua Kūʻahuʻula est un ancien chef et membre de la famille royale hawaïenne ayant vécu au XVIIIe siècle.